# Seward (Pennsilvània)
Seward és una població dels Estats Units a l'estat de Pennsilvània. Segons el cens del 2000 tenia 484 habitants.

## Demografia
Segons el cens del 2000, Seward tenia 484 habitants, 199 habitatges, i 129 famílies. La densitat de població era de 889,9 habitants/km².
Dels 199 habitatges en un 22,6% hi vivien nens de menys de 18 anys, en un 54,8% hi vivien parelles casades, en un 7,5% dones solteres, i en un 34,7% no eren unitats familiars. En el 30,7% dels habitatges hi vivien persones soles el 19,1% de les quals corresponia a persones de 65 anys o més que vivien soles. El nombre mitjà de persones vivint en cada habitatge era de 2,36 i el nombre mitjà de persones que vivien en cada família era de 2,91.
Per edats la població es repartia de la següent manera: un 20,5% tenia menys de 18 anys, un 5,8% entre 18 i 24, un 26,7% entre 25 i 44, un 25,8% de 45 a 60 i un 21,3% 65 anys o més.
L'edat mediana era de 43 anys. Per cada 100 dones de 18 o més anys hi havia 94,4 homes.
La renda mediana per habitatge era de 29.583$ i la renda mediana per família de 38.500$. Els homes tenien una renda mediana de 32.083$ mentre que les dones 18.333$. La renda per capita de la població era de 14.585$. Entorn del 4,9% de les famílies i el 12,2% de la població estaven per davall del llindar de pobresa.

## Poblacions més properes
El següent diagrama mostra les poblacions més properes.